# Distretto di Pichirhua
Il distretto di Pichirhua è un distretto del Perù nella provincia di Abancay (regione di Apurímac) con 4.154 abitanti al censimento 2007 dei quali 491 urbani e 3.663 rurali.
È stato istituito il 19 novembre 1839.